# Teatro Bayamo
El Teatro Bayamo es el principal teatro de su ciudad epónima. 

## Historia
El Teatro Bayamo fue originalmente un cine, inaugurado el 17 de septiembre de 1982. Cerró sus puertas en junio de 2005 para comenzar su remodelación. Las obras de remodelación comenzaron el 2 de mayo de 2006 y el nuevo teatro fue inaugurado el 20 de octubre de 2007, Día de la Cultura Nacional de Cuba. Posee una capacidad máxima de 650 espectadores. 
El Gobierno tomó la decisión de transformar el antiguo cine en un teatro debido al clamor popular de los habitantes de la ciudad de Bayamo, que deseaban tener un buen teatro con suficiente capacidad, acorde al crecimiento poblacional de la urbe. 
Para su remodelación, se contrató a numerosos artesanos y artistas cubanos y se utilizaron distintos tipos de mármoles de varias regiones cubanas, tales como los mármoles negros de Pinar del Río, verde y crema de Sancti Spiritus, el orquídea y el aurora de Guisa, y el botichino de Jiguaní.